# Isola Piana (La Maddalena)
L'isola Piana è un'isola del mar Tirreno situata ad est dell'isola di Santa Maria, nella Sardegna nord-orientale.

Appartiene amministrativamente al comune di La Maddalena e si trova all'interno del parco nazionale dell'Arcipelago di La Maddalena.